# Fons (mitologia)
Fons (Font, Fontus, Fontanus) – rzymski bóg źródeł i strumieni, uznawany za opiekuna wszystkich wód w Lacjum.
Uważany za syna boga Janusa i nimfy Juturny. Jego świątynia znajdowała się na północ od Kapitolu, a poświęcony mu ołtarz – u podnóża Janikulum. Czczony był szczególnie przez rzemieślników. 13 października na jego cześć obchodzono święto źródeł – Fontinalia, podczas którego wrzucano do nich girlandy kwiatów i ozdabiano publiczne studnie.